# Вайнберг, Лев Иосифович
Лев Ио́сифович Ва́йнберг (6 мая 1944, Куйбышев — 22 февраля 2010, Москва) — российский предприниматель. Генеральный директор первого в СССР компьютерного совместного (советско-франко-итальянского) предприятия «Интерквадро»; вице-президент РСПП, председатель правления Ассоциации совместных предприятий, международных объединений и организаций. Президент международного инвестиционного объединения «Солев».

## Биография
Родился 6 мая 1944 года в Куйбышеве. В 1947 году семья вернулась в Москву после эвакуации. С 1961 года, будучи учеником школы, одновременно работал: рулевым на теплоходе («Дружба» Московского речного пароходства), слесарем на заводе, грузчиком.
С 1963 года учился на факультете двигателей летательных аппаратов Московского авиационного института. После смерти отца помогал матери, семье сестры. Преподавал математику в десятом классе школы, в стройотряде поднимал целину, работал на кафедре.
В 1967 г. окончил МАИ и остался работать на кафедре в институте (специальность — инженер-механик). Профессионально занимался диагностикой плазмы, а позднее компьютерными методами автоматизации экспериментов. За эти разработки Вайнберг в 1988 году получил Премию Совета Министров СССР.
Работая научным сотрудником в МАИ, Лев Вайнберг параллельно учился на механико-математическом факультете Московского Государственного Университета им. М. В. Ломоносова, который окончил в 1977 году (специальность — математик), где изучал теорию принятия решений, теорию моделирования и психологию научного творчества. Именно это и заложило теоретическую основу для будущей практической деятельности его как предпринимателя. До 1987 года работал в компьютерном центре МАИ.
В 1987 году по заданию Министерства внешнеэкономических связей организовал советско-франко-итальянское предприятие «Интерквадро» (в 1987—1990 — генеральный директор) — одно из первых в стране и первое совместное компьютерное в СССР, занимающееся сбором, тестированием, реализацией компьютеров, программным обеспечением, разработкой крупных проектов по автоматизации для различных предприятий и ведомств. «Интерквадро» собрало около ста лучших математиков страны, многие из которых сейчас занимают ведущие позиции в известных фирмах по всему миру.
Был создан учебный центр «Интерквадро» для взрослых и детей. Учиться компьютерной грамотности приезжали из разных регионов страны. Сотрудниками «Интерквадро» были написаны первые отечественные пособия по обучению работе на компьютерах. Создано 21 представительство, которое вело работы в разных регионах СССР. Совместно с Михаилом Комиссаром Львом Вайнбергом при «Интерквадро» была создана компания «Интерфакс». За 2 года объём бизнеса «Интерквадро» вырос с нуля до 60 млн долларов. «Интерквадро» оказало огромное воздействие на распространение современной вычислительной техники, компьютерной грамотности населения.
С 1990 года — (со)владелец и руководитель около 20 частных компаний, позже объединённых в группу «Солев». В 1990—1993 годы работал также консультантом компании IBM в России.
Участвовал в международных конференциях, встречах, Давосском форуме. Организовал или возглавлял более 30 различных предпринимательских, коммерческих и банковских структур:
- 1988—1994 — один из учредителей, член Совета директоров «Инкомбанка»[7];
- 1992—1999 — член[8] и председатель Совета директоров Российского банка реконструкции и развития[1][7];
- председатель Совета директоров:
  - с 1992 — АО «Центринвест» (реконструкция центра г. Москвы)[3][7][9],
  - с 1993 — АО «Росвтордрагмет» (переработка лома, содержащего драгоценные металлы)[3][7];
  - «Технобанка»[7][10], банка «БАМ-кредит» (1996—1997[11])
- 1992 — председатель правления ООО «Инвестиционные программы»[12]
- президент АОЗТ «Бизнес и здоровье» (производство плазмозаменителей)[13];
- член Совета директоров:
  - Международной технологической корпорации «Сирена-3»[7]
- вице-президент:
  - 1991—1993 — Международного фонда содействия приватизации и иностранным инвестициям[7]
  - АО «Космофлот»[7]
- с сентября 1996 — председатель секции золота и драгоценных металлов Московской биржи[1][14].

Был одним из лидеров общественных движений предпринимателей России:
- с 1988 года — председатель организованной им Ассоциации совместных предприятий, международных объединений и организаций[1][3][7][15], в последующем — её президент[9], с 1998 — председатель Наблюдательного совета[1]; как представитель ассоциации участвовал в работе Совета по предпринимательству при Президенте СССР, при Президенте Российской Федерации (1992)[1][7];
- в 1989 году оказал поддержку становлению и развитию «Интерфакса»[3][4];
- с 1991 г. — член Государственного Совета СССР по экономической реформе;
- в 1992—2006 — вице-президент Научно-технического союза СССР / Российского союза промышленников и предпринимателей[1][5][7][9][16];
- с 1992 — один из основателей, член Президиума Совета по внешней и оборонной политике[1][4][7];
- с 1993 — член Президиума координационного совета «Круглого стола бизнеса России»[7]
- в 1993—2003 — член Российской трёхсторонней комиссии по регулированию социально-трудовых отношений (по социальному партнёрству)[1][5][7]
- с 1993 — член редакционных советов ряда газет (Новая ежедневная газета[17]) и журналов[7];
- член Совета по внешнеэкономической политике при МВЭС России, член Совета предпринимателей при мэре Москвы и правительстве Москвы[18], зам. председателя Правления «Экофонда» при Министерстве экологии и участник ряда других общественных объединений и клубов («VIP клуб», «Венский совет» и т. д.).
- с 2005 — член Попечительского Совета Московского центрального бизнес-клуба «Собрание» (МЦБК «Собрание»).

В 1991 году участвовал в борьбе против ГКЧП.
В 1993 году в составе Конституционного совещания участвовал в подготовке и подписании Конституции Российской Федерации.

## Научная деятельность
В 1974 году защитил кандидатскую диссертацию; кандидат технических наук.
Основные направления исследований — проблемы автоматизации эксперимента, испытания двигателей, метрология.
Автор более ста научных работ.

## Судебное преследование
В августе 1994 года был арестован по подозрению в даче взятки сотруднице Государственного таможенного комитета; около месяца находился в следственном изоляторе «Лефортово» (Москва), после чего мера пресечения была изменена на подписку о невыезде; в июне 1996 дело было закрыто «в связи с отсутствием доказательств вины подозреваемого» (по словам представителя Генеральной прокуратуры — по «реабилитирующим основаниям»).

## Благотворительность
Л. И. Вайнберг являлся вице-президентом или председателем нескольких фондов: «Предприниматели и политики — детям», «Анти-СПИД», «Промышленно-инвестиционный фонд» и др.

## Семья
Отец — Иосиф Вениаминович Вайнберг, был главным технологом на оборонном заводе.
Мать — Евгения Исааковна Вайнберг, преподаватель истории, кандидат исторических наук.
Жена — Софья Давидовна Ландау.
Дочь — Анна Львовна Вайнберг Аллен.

## Награды
- Премия Совета Министров СССР (1988)[3];
- Медаль «В память 850-летия Москвы» (1997);
- Орден Дружбы (1998) — в связи с 10-летием Ассоциации совместных предприятий, международных объединений и организаций[7].